# Saint-Pierre-d’Alvey
Saint-Pierre-d’Alvey – miejscowość i gmina we Francji, w regionie Owernia-Rodan-Alpy, w departamencie Sabaudia.
Według danych na rok 1990 gminę zamieszkiwało 149 osób, a gęstość zaludnienia wynosiła 19 osób/km² (wśród 2880 gmin regionu Rodan-Alpy Saint-Pierre-d’Alvey plasuje się na 1473. miejscu pod względem liczby ludności, natomiast pod względem powierzchni na miejscu 1292.).

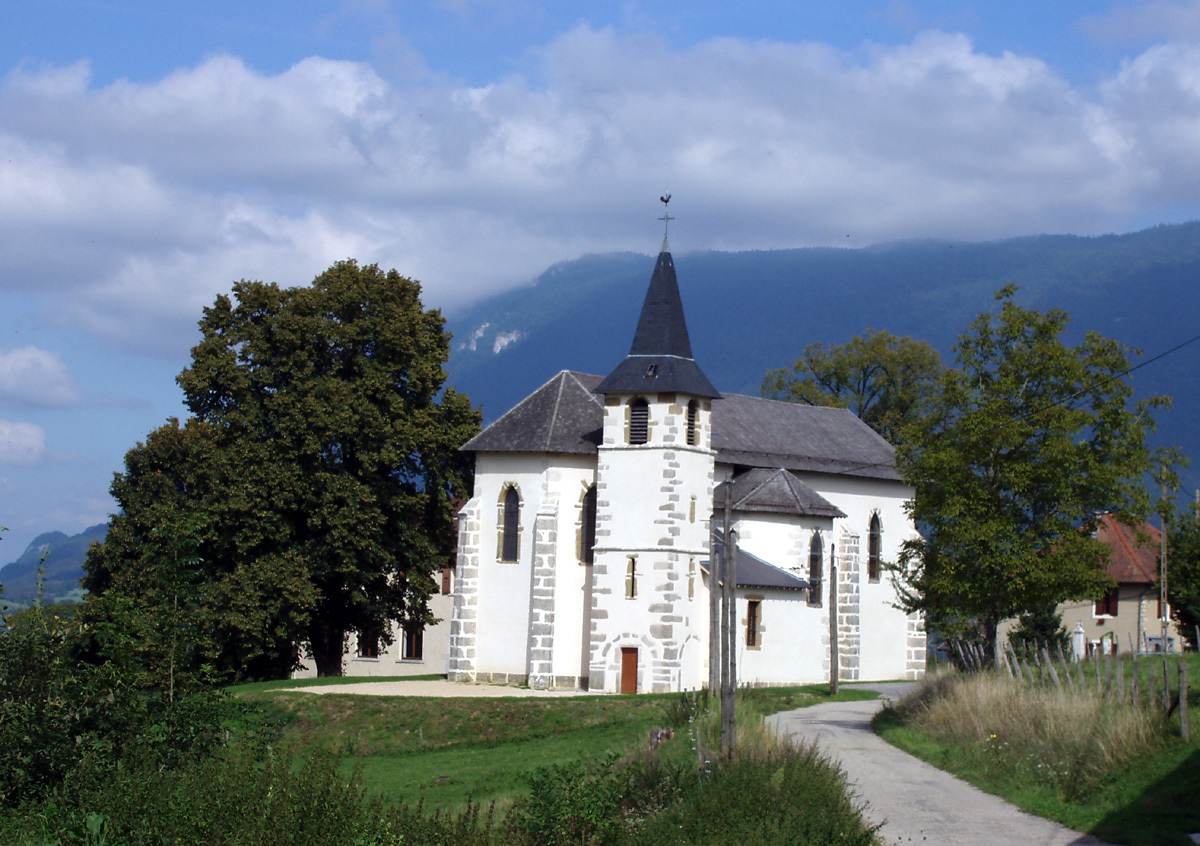
Kościół w Saint-Pierre-d’Alvey, 2008